# Xajar Aldur
Xajar Aldur (em árabe: شجر الدر; romaniz.: Xajar Al-Dur/Al-Durr - "Árvore de Pérolas") (nome real: {{lang|ar|الملكة عصمة الدين أم خليل شجر الدر, Fatma al-Malikah ad-Din Umm-Khalil Xajar al-Durr; apelidada: أم خليل, Umm Khalil – "mãe de Calil"; m. Cairo, 1257) era a viúva do sultão aiúbida do Egito Sale Aiube que teve um papel crucial após a sua morte durante a Sétima Cruzada contra o Egito entre 1249 e 1250. Ela era considerada pelos historiadores e cronistas muçulmanos da época mameluca como sendo de origem turca. Ela se tornou a sultana do Egito em 2 de maio de 1250, marcando o final do reinado dos aiúbidas e o início da era dos mamelucos.

## Contexto
Xajar Aldur foi comprada como serva por Sale Aiube no Levante antes de ele se tornar sultão e o acompanhou com seus mamelucos em Caraque durante o período em que ele ficou preso em 1239. No ano seguinte, quando ele se tornou sultão, ela o acompanhou até o Egito e teve um filho com ele, Calil, que era chamado de Maleque Almançor. Ela era de origem turca e foi considerada muito bela, piedosa e inteligente pelos historiadores.
Em abril de 1249, Sale Aiube, o sultão aiúbida e marido de Xajar Aldur, que estava gravemente enfermo na Síria, retornou para o Egito e permaneceu em Ashmum-Tanah, perto de Damieta após saber que o rei da França Luís IX havia organizado um exército cruzado no Chipre e estava prestes a se lançar num ataque ao Egito. Em junho de 1249, os cruzados desembarcaram na cidade abandonada de Damieta às margens do rio Nilo. Sale Aiube foi carregado em sua maca até seu palácio na cidade melhor protegida de Almançora, onde ele morreu em 22 de novembro de 1249 após ter governado o Egito por volta de dez anos numa das mais desesperadoras situações na história da região. Xajar Aldur informou o emir Facradim Iúçufe ibne Xeique (comandante de todo o exército egípcio) e Tawashi Jamaladim Mucim (o eunuco que comandava o palácio) da morte do sultão, mas, como o país estava sob ataque cruzado, eles decidiram esconder a morte do rei dos cidadãos. O corpo já encaixotado do sultão foi transportado por barco, em segredo, até o castelo da ilha de al-Rudah, no Nilo e, apesar de o sultão morto não ter deixado nada em testamento sobre como deveria ser sua sucessão após sua morte, Fariçadim Aquetai foi enviado para Hasankeyf para convocar Turã Xá, que era o filho do sultão morto. Antes que ele morresse, o sultão assinou milhares de documentos em branco, que foram utilizados por Xajar Aldur e pelo emir Facradim para emitir decretos e dispensar as ordens do sultão e eles conseguiram convencer o povo e outros oficiais do governo que o sultão estaria apenas doente e não morto. Ela ordenou que a comida do sultão fosse preparada e enviada para sua tenda. Oficiais graduados, mamelucos e soldados do sultão receberam ordem — pela vontade do sultão — de jurarem lealdade ao sultão, a seu herdeiro Turá Xá e ao atabegue (comandante-em-chefe) Facradim Iúçufe.

## Derrota da Sétima Cruzada
As novidades sobre a morte de Sale Aiube alcançaram os cruzados em Damieta de alguma forma. Encorajados pela notícia da morte do sultão e pela chegada de reforços liderados por Afonso, Conde de Poitou, o irmão do rei Luís IX, os cruzados decidiram marchar em direção ao Cairo. Uma força cruzada liderada por outro irmão de Luís IX, Roberto I de Artois, cruzou o canal de Ashmum (conhecido hoje pelo nome de Albar Açaguir) e atacaram o campo egípcio em Gideila, a três quilômetros de Almançora. O emir Facradim foi assassinado durante o ataque repentino e a força cruzada avançou em direção da cidade de Almançora. Xajar Aldur concordou com o plano de Baibars para defender a cidade. A força cruzada foi aprisionada na cidade, Roberto d'Artois foi morto e a força cruzada, aniquilada por uma força egípcia em conjunto com a população da cidade lideradas pelos homens que estavam prestes a fundar um estado que dominará a região sul do Mediterrâneo por décadas: Baibars, Aibaque e Calavuno.
Em fevereiro de 1250, o filho do sultão morto, Turã Xá chegou ao Egito e foi entronado em Açalia por que não havia tempo para ir até o Cairo. Aliviada com a chegada de um novo sultão, Xajar Aldur anunciou a morte de Sale Aiube. Turã Xá seguiu direto para Almançora e, em 6 de abril de 1250, os cruzados foram completamente derrotados na Batalha de Fariscur, que terminou com a captura de Luís IX.

## Conflito com Turã Xá
Com a Sétima Cruzada derrotada e Luís IX capturado, os problemas entre Turã Xá de um lado e Xajar Aldur com os mamelucos do outro começaram. Turã Xá, sabendo que não conseguiria assumir o poder completamente enquanto Xajar Aldur, os mamelucos e a velha guarda de seu falecido pai estivessem à sua volta, prendeu alguns oficiais e começou a trocar os mais antigos, incluindo o vice-sultão, por seus aliados que vieram consigo de Hasankeyf. Ele também enviou uma mensagem a Xajar Aldur enquanto ela estava em Jerusalém alertando-a e requisitando que ela lhe entregasse a riqueza e as jóias de seu finado pai, o que enfureceu a viúva e fez com que ela reclamasse com os mamelucos sobre a ingratidão e as ameaças de Turã Xá, enfurecendo-os também, principalmente seu líder, Fariçadim Aquetai. Além disso, Turã Xá abusava das bebidas alcoólicas e, quando bêbado, maltratava as servas do pai e ameaçava os mamelucos. Turã Xá foi finalmente assassinado pelos mamelucos em Fariscur em 2 de maio de 1250 e foi o último dos sultões aiúbidas.

## Ascensão
Após o assassinato de Turã Xá, os mamelucos e emires se encontraram na dihliz (tenda real) do sultão e decidiram instalar Xajar Aldur como nova monarca com Izadim Aibaque como atabegue (comandante-em-chefe). Ela foi informada na Cidadela da Montanha (a residência do sultão), no Cairo e concordou. Xajar Aldur tomou o nome real de Malica Ismatadim Um Calil Xajar Aldur" com mais uns poucos títulos adicionais, como "Malikat al-Muslimin" ("Rainha dos Muçulmanos") e "Walidat al-Malik al-Mansur Khalil Emir al-Mo'aminin" ("Mãe de Maleque Almançor Calil, emir dos fiéis").
Ela passou a ser mencionada nas orações de sexta-feira com nomes como "Umm al-Malik Khalil" ("Mãe de Maleque Calil") e "Sahibat al-Malik as-Salih" ("Esposa de Maleque Sale"). Moedas foram cunhadas com seus títulos e ela assinava seus decretos com o nome "Walidat Khalil". A utilização dos nomes de seu finado marido e do filho morto foram tentativas de conseguir o respeito e a legitimidade que faltavam ao seu reinado como herdeira do trono sultânico.
Após prestar homenagem a Xajar Aldur e resolver sua situação, o emir Hoçamadim foi enviado até o rei Luís IX, que ainda estava preso em Almançora, e foi acordado que o rei poderia deixar o Egito vivo após pagar metade do resgate que se lhe havia imposto antes, tanto por sua vida quanto por Damieta. Luís entregou a cidade e viajou para Acre em 8 de maio de 1250, acompanhado de aproximadamente 12 000 prisioneiros de guerra.

## Conflito com os Aiúbidas
As notícias sobre o assassinato de Turã Xá e a ascensão de Xajar Aldur como nova sultana alcançaram a Síria. Os emires da região foram convocados a irem ao Cairo prestarem homenagem a Xajar, mas se recusaram e o enviado do sultão em Caraque se rebelou abertamente. Os emires sírios em Damasco cederam a cidade para Nácer Iúçufe, o emir aiúbida de Alepo, e os mamelucos no Cairo responderam com a prisão dos emires que ainda eram leais aos aiúbidas no Egito. Além dos aiúbidas na Síria, também o califa abássida em Baguedade, Almostacim, desafiou o golpe mameluco no Egito e se recusou a reconhecer Xajar Aldur como monarca. A recusa do califa em reconhecer a nova sultana foi um grande obstáculo para os mamelucos no Egito, pois o costume durante a era aiúbida era que o sultão só poderia ganhar legitimidade após ser reconhecido pelo califa abássida. Os mamelucos decidiram então instalar Izadim Aibaque como novo sultão. Ele se casou com Xajar Aldur, que abdicou e passou para ele o trono após ter reinado no Egito como sultana por aproximadamente três meses. Apesar da curta duração, o governo de Xajar Aldur testemunhou dois importantes eventos da história da região: um, a expulsão de Luís IX do Egito, o que marcou o fim da ambição cruzada de conquistar a região sul da bacia do Mediterrâneo, e, dois, a morte da dinastia aiúbida e o nascimento do estado mameluco, que dominaria a região por décadas.
Para agradar o califa e conseguir o reconhecimento que tanto precisava, Aibaque anunciou que ele era apenas um representante do califa abássida de Baguedade. E, para satisfazer os aiúbidas, Alaxarafe Muça — neto de Camil — foi nomeado co-sultão. Porém, não foi suficiente e conflitos armados entre aiúbidas e mamelucos irromperam em várias regiões. O califa em Baguedade, preocupado com os mongóis, que estavam atacando territórios não muito distantes de sua capital, preferia ver o assunto resolvido pacificamente entre os aiúbidas da Síria e os mamelucos do Egito. Com sua mediação e após um sangrento conflito, os mamelucos, que já detinham manifesta superioridade militar, chegaram num acordo com os aiúbidas que lhes deu o controle da região sul da Palestina, incluindo Gaza e Jerusalém, além da costa síria. Por este acordo, os mamelucos não apenas acrescentaram novos territórios ao seu domínio, mas também conseguiram o reconhecimento de seu novo estado. Além do conflito com os aiúbidas da Síria, os mamelucos conseguiram conter sérias revoltas no Médio e Alto Egito. Então, Aibaque, temendo o crescente poder dos mamelucos Salihyya (os mamelucos de Sale Aiube), que, juntamente com Xajar Aldur, fizeram dele sultão, mandou assassinar seu líder, Fariçadim Aquetai. Ao assassinato de Aquetai se seguiu imediatamente um êxodo dos mamelucos de sua facção para a Síria, onde se juntaram aos aiúbidas de Nácer Iúçufe. Mamelucos proeminentes como Baibars e Calavuno estavam entre eles. Aibaque se tornou o governante único e absoluto do Egito.

## Fim
Já em 1257, disputas e suspeitas haviam se tornado parte da relação entre Aibaque, um sultão que buscava segurança e supremacia, e sua esposa, Xajar Aldur, uma ex-sultana de grande força de vontade e que conseguira salvar seu país que estava à beira do colapso frente a uma invasão estrangeira.
Xajar Aldur queria voltar a governar sozinha o Egito, escondia assuntos oficiais de Aibaque e o impedia de ver sua outra esposa, insistindo para que ele se divorciasse dela. Ao invés disso, Aibaque, que precisava formar uma aliança com um poderoso emir que pudesse ajudá-lo contra a ameaça dos mamelucos que fugiram para a Síria, decidiu, em 1257, se casar com a filha de Badradim Loaloa, o emir aiúbida de Almucil Badradim Loaloa avisou Aibaque que Xajar Aldur estava em contato com Nácer Iúçufe em Damasco. Xajar Aldur, sentindo-se ameaçada e traída por Aibaque, o homem que ela tornou sultão, ordenou que ele fosse morto por servos enquanto se banhava. Ele reinou no Egito por sete anos.
Xajar alegou que Aibaque teria morrido subitamente durante a noite, mas seus mamelucos (os mu'iziyya), que eram liderados por Cutuz, não acreditaram nela. Os servos que estavam envolvidos confessaram após serem torturados. Xajar Aldur e os servos foram presos e os mamelucos de Aibaque (mu'iziyya) queriam matá-la, mas os salihyya a protegeram, levando-a para a Torre Vermelha (na Cidadela do Cairo), onde ela permaneceu. O filho de Aibaque, o jovem Almançor Ali, de apenas quinze anos, foi instalado pelos mamelucos mu'ziyyah como novo sultão. Xajar Aldur foi então despida e surrada até a morte pelas serventes do novo sultão e de sua mãe e seu corpo nu foi encontrado jogado do lado de fora da Cidadela. Os servos envolvidos no assassinato de Aibaque foram executados também.
Xajar Aldur foi enterrada num túmulo não muito distante da Mesquita de Ibn Tulun, que é uma joia da arquitetura funerária islâmica.

## Impacto
Antes de morrerem, Aibaque e Xajar Aldur consolidaram firmemente a dinastia mameluca, que seria a responsável por conter a invasão mongol, expulsar os cruzados europeus da Terra Santa e que seriam a mais poderosa força política no Oriente Médio até a chegada dos otomanos.

## Xajar Aldur no folclore egípcio
Xajar Aldur é uma das personagens da "Sirat al-Zahir Baibars" ("Vida de Azair Baibars"), um épico folclórico com milhares de páginas (a edição publicada no Cairo em 1923 tem mais de 15 000) composto durante o início do período mameluco e que tomou sua forma atual no início da era otomana. O conto, que é uma mistura de fatos e ficção, reflete a admiração da população egípcia por Baibars e Xajar Aldur. Fátima Xajarat al-Durr, como o conto chama Xajar, era a filha do califa Almoctadir, cujo reino em Baguedade fora atacado pelos mongóis. Ela era chamada Xajarat al-Durr ("árvore de pérolas") por que seu pai a vestia com um vestido feito de pérolas. Ele também a presenteara com o Egito pois ela queria ser rainha do Egito e Sale Aiube casou-se com ela para permanecer no poder, pois o Egito era dela. Quando Baibars foi trazido para a Cidadela do Cairo, ela se afeiçoou por ele, tratou-o como um filho e foi por ele chamada de mãe. Aibaque, o Turcomano, um homem mau, veio de Mucil para roubar o Egito de Xajarat al-Durr e seu marido, Sale Aiube. Xajarat assassinou Aibaque com uma espada mas, enquanto fugiu com seu filho, caiu do telhado da Cidadela e morreu.